# Vantanea guianensis
Vantanea guianensis är en tvåhjärtbladig växtart som beskrevs av Jean Baptiste Christophe Fusée Aublet. Vantanea guianensis ingår i släktet Vantanea och familjen Humiriaceae. Inga underarter finns listade i Catalogue of Life.